# Dorcadion pilosipenne
Dorcadion pilosipenne är en skalbaggsart som beskrevs av Stefan von Breuning 1943. Dorcadion pilosipenne ingår i släktet Dorcadion och familjen långhorningar. Inga underarter finns listade i Catalogue of Life.